# أندريه فاسيلفسكي
أندريه فاسيلفسكي (مواليد 25 يوليو 1994) هو لاعب هوكي جليد روسي يلعب في نادي تامبا باي لايتنينج.